# Ruins (Band)

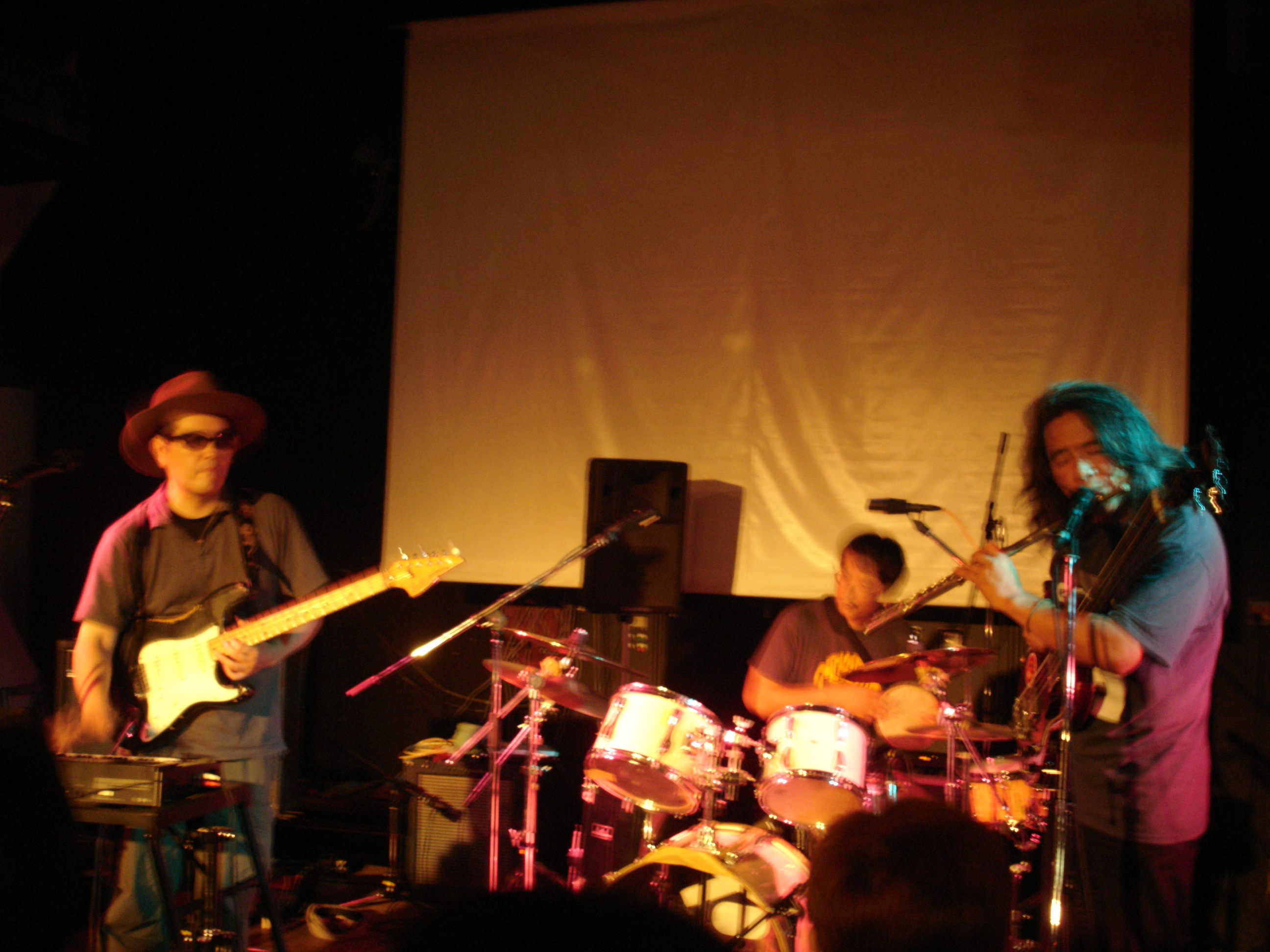
Ruins 2005

Ruins ist eine japanische Zeuhl-Band. Ruins verschmelzen französischen Zeuhl mit Punkmusik. Ähnlich Magma wird auch die Musik von Ruins vom Schlagzeug getrieben, jedoch in härteren und schnelleren Beats.

## Biografie
Ruins wurden 1985 vom Schlagzeuger Tatsuya Yoshida gegründet. Ursprünglich als Progressive-Rock-Powertrio geplant, wurde aus Ruins ein Duo, weil der Gitarrist nicht zur Probe erschien. Ruins ist seitdem auf Tour, spielte mit YBO2, Zeni Geva, Yona-Kit, The Flying Luttenbachers, High on Fire, Ground Zero, Derek Bailey und anderen zusammen, und entwickelte hieraus ihren eigenen Style der typischen Ruins-Session. Einzig gleichbleibender Faktor dieser Sessions ist der Schlagzeuger Tatsuya Yoshida. Als Bassisten spielten 1985 bis 1987 Kawamoto Hideki, bis 1990 Kimoto Kazuyoshi, bis 1994 Masuda Ryuichi, bis 2004 Sasaki Hisashi.
Während des Sommers 2005 ging Ruins auf eine Bassist Wanted-Tour, bei der Tatsuya Yoshida mit wechselnden Gastmusikern spielte. Seitdem bestritt er Ruins-Konzerte mehrfach allein und veröffentlichte 2011 ohne Begleitmusiker das Ruins-Album alone.

## Diskografie (Auswahl)
- Ruins (EP) (1986)
- Ruins (1988)
- Stone Henge (1990)
- Best Of Ruins (1991)
- Early Works (1991)
- Burning Stone (1992)
- Infect (1993)
- Graviyaunosch (1993)
- Hyderomastgroningem (1995)
- Refusal Fossil (1997)
- Improvisations (1997)
- Vrresto (1998)
- Symphonica (1998)
- Pallaschtom (2000)
- Mandala 2000: Live At The Kichijoji Mandala II (2000)
- Ruins Best 1986-1992 (2001)
- Tzomborgha (2002)
- Live In Guangzhou (2002)
- Alone (2011)
- Blimmguass (als Sax Ruins) (2013)